# 존 칼로스
존 웨슬리 칼로스(John Wesley Carlos, 1945년 6월 5일 ~ )는 미국의 전 단거리달리기 선수로 1968년 멕시코시티 올림픽에서 200m 동메달을 획득하였다. 우승 선수 토미 스미스와 함께 메달 시상식에서 검은 장갑을 낀 주먹을 들고 블랙 파워 설루트를 벌인 것으로 유명하다.
뉴욕의 할렘에서 태어난 칼로스는 고등학교 졸업 후에 이스트 텍사스 주립 대학교로 가는 데 육상 장학금을 탔다. 거기서 1년간 수학하며 론스타 육상 선수권을 우승하였다. 그러고나서 새너제이 주립 대학교로 옮겼다.
새너제이 재학 중에 1968년 멕시코시티 올림픽에 참가하여 200m 동메달을 딴 칼로스는 우승한 동료 스미스와 함께 인종 차별에 대항하며 검은 장갑을 낀 주먹을 들어올렸다. 이 행위로 둘은 선수촌에서 추방을 당하였다.
올림픽에 이어 그는 1969년 자신이 NCAA 육상 국내 선수권을 우승한 새너제이 주립 대학교에서 자신의 교육을 지속하였다. 그는 100 야드에서 세계 기록을 깼다. 육상에서 빛나는 경력을 끝내면서 NFL에 선택되었다. 거기서 짧은 경력을 끝내면서 공공 분야에 들어가 푸마, 올림픽과 로스앤젤레스 시티를 위하여 일하였다.
오늘날 칼로스는 캘리포니아주 팜스프링스에서 팜스프링스 고등학교를 위한 육상 코치와 교내 정학 관리인으로 일하고 있다.